# ブラックホール砲
ブラックホール砲（ブラックホールほう）は、宇宙戦争に関するSFなどに登場する架空の兵器。またはブラックホール兵器。

## 概要
標的の近傍に小規模の人工的なブラックホールを発生させる、もしくは何らかの手段で保持したマイクロブラックホール（超小型ブラックホール）を砲弾として使用し、発生する強い重力場で目標となる対象物を破壊する兵器である。
作品ごとの詳細については、以下に記述する。

## 登場作品

### 実写
『ゴジラ×メガギラス G消滅作戦』
ゴジラを消滅させるための兵器（ディメンション・タイド）が登場する。

### アニメ・漫画
『宇宙戦艦ヤマトシリーズ』
『宇宙戦艦ヤマトIII』に登場。ボラー連邦のベムラーゼ首相座乗の機動要塞が装備していた。発生したマイクロブラックホールは、そのサイズに比してヤマトが出力を最大にしても辛うじて持ちこたえられるほどの引力を持ち、作中の人物（真田志郎）も「恐ろしい兵器」と驚愕している。ガルマン・ガミラス帝国のデスラー親衛隊の艦隊すらほぼ全滅に追いやるが、ブラックホールは一定時間で自然消滅するため、デスラー艦とヤマトのみは、辛くも重力場から逃れることができた。
『銀河鉄道物語』 / 『銀河鉄道999』
999号の装甲車に搭載しており、「超時間重力砲」とも呼ばれている。命中した物質を圧縮・消滅させるほどの威力を誇るが、それに反して劇中で役に立ったことはない。
『伝説巨神イデオン』
イデオンの装備「波導ガン」（テレビアニメ版後半や劇場版では「イデオン・ガン」）として登場する。胸部シャッター内にマイクロブラックホールを発生させ、砲身にエネルギーチューブで接続して発射する。
『強殖装甲ガイバー』
ギガンティックXDの超武装として、形成過程にあるマイクロブラックホールを射出し、射線上のあらゆる物質やエネルギーを押し潰しながら吸収して素粒子のレベルで崩壊させたうえ、「重力の井戸」の底に落とす「グラビティ・インプロージョン」が登場する。また、獣神将リヒャルト・ギュオーとイマカラム・ミラービリスは、全身のグラビティ・ポイント（重力操作ユニット）を撃ち出し、結合させて発生させる擬似ブラックホールを使用した。
『ジーンシャフト』
胸部から放ったエネルギー球で空間を湾曲させ、発生した極小のブラックホールを使用して対象を通常空間から消滅させる「MBH (Micro Black Hole) 砲」が登場する。シャフトの主力かつ最強兵装である。

### ゲーム
『スーパーロボット大戦シリーズ』
グランゾンにブラックホールクラスターが、ヒュッケバインにブラックホールキャノンが、エグゼクスバインにブラックホール・バスターキャノンが装備されている。
『鋼鉄の咆哮シリーズ』
Windows版の『鋼鉄の咆哮2 ウォーシップコマンダー』以降の作品に、「重力砲」及び強化型の「超重力砲」という兵装が登場。着弾地点の空間に一定時間だけ擬似重力場を発生させ、付近の物体を無差別に吸い込み破壊する。超巨大戦艦「ルフトシュピーゲルング」と超巨大航空戦艦「ムスペルヘイム」の搭載兵器である他、プレイヤーも使用可能。